# Feria internacional de arte contemporáneo
La Feria Internacional de Arte Contemporáneo o FIAC fue un evento de arte contemporáneo que se realizaba todos los años desde 1974 en octubre en París. Termina en 2022 a favor de un nuevo evento utilizando las mismas fechas y encomendado al grupo suizo MCH, propietario de la feria Art Basel . El nuevo evento se llama Paris + by Art Basel. La primera edición tuvo lugar del 19 al 23 de octubre de 2022 en el Grand Palais Ephémère.
Durante la duración de la FIAC, esta exposición artística y comercial fue el lugar de encuentro internacional entre galeristas, coleccionistas, curadores, directores de museos y personalidades del mundo del arte contemporáneo internacional.
Fue dirigido por Jennifer Flay desde 2003.

## Histórico
Diseñado sobre el modelo de la joven feria de Basilea, el primer FIAC tuvo lugar del 26 de enero al 3 de febrero de 1974 bajo el nombre de Salon international d'art contemporain, en el pabellón de exposiciones de la Bastilla (antigua estación de la Bastilla) en París. Luego pasó a llamarse Feria Internacional de Arte Contemporáneo y se celebró en el Grand Palais antes de emigrar (por obras) al centro de exposiciones Porte de Versailles durante muchos años.

### Organización técnica
- La OIP (Organización-Ideas-Promoción), creada en 1974, es una empresa comercial especializada en la organización de ferias[3] y la FIAC, de la que también asegura la gestión financiera. Ingresos : alquiler de stand (por metro cuadrado) y entradas. A cambio, instala y ofrece stands llave en mano (moqueta, tela en las paredes, etc.), paga ciertas obras e instalaciones en el Grand Palais (electricidad) y debe una tasa al Estado sobre el número de entradas.[4] comisionado general : Jean-Pierre Jouët, director artístico : Henri Jobbé-Duval.

- El CoFIAC, asociación bajo la ley de 1901, coopta las galerías participantes y determina la línea política. Está compuesto por Daniel Gervis (fundador), Daniel Lelong (presidente), Denise René (vicepresidenta), Jean-Robert Arnaud (secretario), Pierre Nahon (tesorero), Iris Clert, Michel Durand-Dessert, Karl Flinker, Elisabeth Krief, Patrice Trigano .

- El grupo editorial anglo-holandés Reed Elsevier, a través de su filial Reed Elsevier France SA, compró la OIP en 1994.[5] Luego se reorganizó la FIAC. Para la edición de 2004, el comprador disolvió el antiguo comité de dirección y nombró directora artística, la galerista parisina Jennifer Flay[1] .

### El lugar de FIAC en el mercado de la década de 2000
En la década de 2000, se multiplicó el número de ferias internacionales, lo que obligó a las ferias ya presentes a innovar. El lanzamiento de Frieze, feria londinense fundada en 2003 por la revista del mismo nombre, supuso una descarga eléctrica para la FIAC. De hecho, Frieze tiene lugar al mismo tiempo que la feria de París. La efervescencia y juventud de Frieze pone en entredicho las elecciones, sin duda demasiado museológicas, de la feria parisina [ ref. necesario ] .
Con la llegada de Martin Bethenod y Jennifer Flay, se introduce una nueva sección dedicada a la creación joven, presentando galerías con menos de tres años de existencia. Jennifer Flay, una personalidad de Nueva Zelanda respetada por sus elecciones estéticas a lo largo de la década de 1990, también opera una gran selección de galerías francesas e internacionales y atrae a nuevas galerías extranjeras, lo que permite elevar el nivel de calidad de la FIAC y darle un nuevo auge.
En 2006, la FIAC se trasladó tanto al Grand Palais como a la Cour Carrée du Louvre.

## De la década de 1970 a la de 2010

### La década de 1970
- 1972: Ante el éxito de las ferias de arte contemporáneo en Suiza y Alemania, Danièle Talamoni[8] sugiere que la empresa especializada en la organización de ferias, Spodex, organice una en Francia. Al mismo tiempo, Madame Deliot y Jean-Pierre Juillet dejaron Spodex para crear su propia empresa, OIP.[9]
- 1973: En febrero, la OIP contrata a Danièle Talamoni para recorrer las galerías de la margen izquierda, sin éxito. Acompañado esta vez de un ayudante, Henri Jobbé-Duval (octobre 1973octubre de 1973 ), varias editoriales francesas empiezan a sumarse al proyecto : Lahumière, Lacourière-Frélaut, La Ficelle, Sharpener, así como personalidades europeas (Nicolas Treadwell, p.). El director de la galería, Daniel Gervis, accede a participar en la primera feria.
- 1974: La primera feria comienza a finales de enero en la antigua estación de la Bastilla . Allí se presentan ochenta galerías ( Yvon Lambert, Iris Clert, La Galerie Melki con el pintor Jean-Marie Ledannois ), la mayoría de las cuales son editoriales de arte. El artista Ben Vautier también forma parte de la primera edición.[10]
- 1975: El éxito de la segunda feria[11] muestra la necesidad de un nuevo espacio más grande. Daniel Gervis crea el Cofiac (Comité de la Fiac), integrado por once miembros: Denise René como presidenta, Patrice Trigano como vicepresidente, Yvon Lambert, Christophe Durand-Ruel, Elisabeth Krief, Nello Di Meo, Daniel Lelong, Pierre Nahon, Jean-Robert Arnaud, así como dos galerías extranjeras, la inglesa Annely Juda y la alemana Gmurzynska[12] para convencer a Michel Guy (entonces Ministro de Cultura) de aceptar que el Grand Palais, que normalmente no puede acoger eventos comerciales, acoja la próxima edición.
- 1976 : J.-P.toy y D. Gervis se acercan a galerías en Estados Unidos. Quince aceptan, pronto se unen galerías francesas y europeas que perciben la apuesta financiera. La FIAC asegura así su respaldo, fortalece su imagen y se convierte en un evento anual.[13]

### La década de 1980
- 1982: Por primera vez, la FIAC acoge la fotografía y le reserva un espacio autónomo[13] .
- 1983: Más de 170 expositores de 18 países están presentes. Ese año, la FIAC registró su admisión número 100.000.[14] Elegido presidente del comité de la FIAC a finales de 1983, Daniel Lelong sucede a Daniel Gervis con un nuevo objetivo : “ Haz que esta feria sea lo mejor posible y logra un equilibrio. Se trata pues de desarrollar negocios, desarrollar encuentros entre marchantes y coleccionistas. ; luego asegúrese de que aquellos que son simples visitantes, sin intenciones de comprar, puedan tener una mejor comprensión del conjunto que se presenta ; finalmente, que los cohermanos extranjeros estén más presentes y sean más numerosos. » Se establecen tres rutas : la " retrospectivo », « el aventurero " y " la vanguardia ". [ ref. necesario ]
- 1984: La FIAC se convierte en un panorama del gusto contemporáneo pero no del arte contemporáneo, al que comienza a ignorar cada vez más. El abuso de los homenajes a artistas conocidos desde hace décadas (presencia masiva de la pintura de los 60), la ausencia de creadores y el coste de los stands aleja a las galerías.

### La década de 1990
- 1991: Comienzo de la crisis del mercado del arte. Nadie esperaba ver desvanecerse tan rápidamente el clima eufórico que había prevalecido en el mercado desde el otoño de 1987. En la feria de Chicago enmai 1990mayo de 1990 , y en junio en Basilea, se observó cierta falta de capacidad de respuesta. En septiembre, la crisis se confirma definitivamente. Las galerías son menos frecuentadas, las ferias juegan un papel clave en el mercado del arte contemporáneo.
- 1994: El FIAC instalado en el espacio Eiffel-Branly, en el 7 arrondissement, cuando el Grand Palais cerró, el número de expositores disminuyó, al igual que la calidad de las obras presentadas.[cita requerida]
- 1995: Reorganización de la COFIAC, cuyos miembros eran elegidos anteriormente de por vida, se compone de 23 franceses y extranjeros ; una mesa de nueve miembros selecciona a los participantes de la feria. Espacio " Galerías jóvenes " cerrado. La vigésima segunda edición viene marcada por dos hechos significativos : la reducción de su duración a seis días (en lugar de los diez anteriores) y la reducción del número de participantes (120 frente a 140 en 1994). Esta edición se realizó en un contexto animado por un fuerte viento de protesta : “ demasiado francófono, antidemocrático, mal seleccionado, demasiado caro “según galeristas” disidentes habiendo decidido retirar su participación.[15]

- 1996 : Véronique Jaeger es elegida comisaria general de la FIAC (en junio). Es a la vez persona de contacto de COFIAC y de las galerías y juega un papel importante durante la 23 edición, que, gracias a un importante esfuerzo de animación y promoción, ha devuelto a la feria parisina a su lugar entre las grandes. Nacimiento de un comité organizador de la FIAC, presidido por Yvon Lambert .

En aras de la internacionalización, 60 El % de las galerías son extranjeras, más jóvenes, lo que da renovación y un nuevo brillo a la feria. La organización incentivó la presencia de galerías jóvenes con menos de nueve años de actividad concediéndoles un descuento de 10 % sobre alquiler de stand. Las cinco ferias más importantes ( Basilea, Colonia, Madrid, Chicago, París) se han unido en una asociación, Icafa que, dotada de un estatuto, pretende ser " garante de apoyo y aliento… en colaboración con galerías competentes, comprometidas y serias ".
Ese año, el presidente de la República, Jacques Chirac, pronunció un discurso para afirmar la importancia de la FIAC para la influencia cultural de París.
- 1997: Se ha creado un comité de expertos para verificar la autenticidad y procedencia de las obras expuestas. Un sector llamado panorama » se crea con 30 galerías jóvenes (la mitad extranjeras) para las que se cubre parte de los gastos de exposición. Cubre todo el XX XX siglo, tal es uno de los objetivos marcados por los organizadores.
- 1999: El FIAC se traslada a la Porte de Versailles . El nuevo espacio de conferencias Le Café des Arts promueve encuentros con artistas y se ha creado un sector específico para la edición, una forma original de arte accesible a todos.

### Los 2000
- 2000: La FIAC impone espectáculos individuales a sus expositores. Ese año acogió a 23 países y 195 expositores. El Premio Marcel-Duchamp es lanzado por la ADIAF,[18][19] presidida por Gilles Fuchs. Esta asociación reúne a 200 coleccionistas y entusiastas y contribuye a la influencia de la escena francesa al confirmar la notoriedad de un artista residente en Francia. La dirección artística y los gráficos están a cargo de La Compagnie Bernard Baissent[20]
- 2001: Creación de la “cubo de vídeo», un nuevo espacio dedicado al videoarte .
- 2002: Henri Jobbé-Duval[21] fue despedido de Reed Expositions France y pasó a formar parte de la dirección de Art Paris (Feria Nacional). Con el apoyo del Espace Paul Ricard, Perspectives representa el sector con visión de futuro de la FIAC. Es una oportunidad para que los jóvenes galeristas y artistas se descubran. Su vocación es determinar las corrientes y desafíos de la creación contemporánea.

14 galerías de 7 países diferentes pudieron presentar jóvenes talentos eclécticos. 900 artistas de 48 países están representados por 169 galerías, divididas en 5 sectores (One man show, Group show, Perspectives, Publishing y Video cube).
- 2003: Reed Expositions France, tras nombrar a Jennifer Flay directora artística de la FIAC, reveló la19 novembre19 de noviembre la composición del comité directivo que reemplaza al COFIAC. Este nuevo comité se compone de dos secciones, una votante, que reúne a nueve galeristas responsables de la selección, otra meramente consultiva, formada por cinco miembros asociados de instituciones, empresas y medios de comunicación. Este grupo de trabajo pretende reforzar la sección de Perspectivas y fortalecer el equilibrio entre lo moderno y lo contemporáneo.

La selección incluye una mayoría de galerías de arte contemporáneo europeas y ninguna americana. Algunos cuestionan la insuficiente organización de la FIAC, su falta de innovación o su dificultad para posicionarse entre el arte moderno y el contemporáneo, en un contexto de crisis recurrentes en los mercados del arte, muy sensibles a la coyuntura económica y las tensiones geopolíticas.
- 2004: Martin Bethenod, ex delegado de artes visuales, se convierte en curador general. Un comité de selección, compuesto por galeristas, reemplaza al CoFIAC.

Apertura de una sala dedicada a la creación muy joven, lanzamiento de Futur Quake, sector dedicado a las galerías menores de tres años, implantación del diseño. FIAC es el primero en abrirse a él y su economía en auge. El sector Future Quake, cuyo nombre proviene de la frase de André Breton " Toda obra es un temblor futuro “, se nombra acertadamente. Descubrimos lo que presentan las galerías muy jóvenes. La FIAC se abre así al diseño e integra la idea de borrar las fronteras entre las distintas disciplinas .
- 2005: Llegada de un fuerte contingente de nuevos expositores y regreso de renombrados extranjeros[cita requerida] . El Fondo Nacional de Arte Contemporáneo, por primera vez, compró 34 obras (incluyendo 20 % a expositores extranjeros), todo ello por un importe de 420 000 euros. El gobierno quiso decir, con estas compras, “ destacar la importancia que el ministerio concede al apoyo del mercado del arte en Francia y creación Para ello, una comisión de adquisiciones, integrada por nueve profesionales[22] y cuatro representantes del ministerio, se reunió el miércoles en el marco de la FIAC. El Fondo Nacional de Arte Contemporáneo los pondrá entonces a disposición de ministerios u otros establecimientos públicos, o para exposiciones.

El Grand Palais restaurado está abierto para fiestas y eventos por la noche. la , el primer ministro Dominique de Villepin pronuncia un discurso para defender el arte y la creación contemporáneos .
Por primera vez, el Premio Marcel-Duchamp se otorga a la FIAC, donde se organiza una exposición de los artistas nominados. El artista Raphaël Julliard y el galerista ginebrino Pierre Huber han ganado la apuesta de vender 1 000 cuadros monocromáticos (rojos) en un día al precio de 100 €  cada uno, ejecutados por artesanos chinos, planteando el debate de la globalización en el arte.
- 2006: FIAC vuelve al Grand Palais ya la Cour Carrée du Louvre.
- 2007: La FIAC edita y distribuye con Artprice el Informe anual sobre el mercado del arte contemporáneo que enumera los 500 artistas contemporáneos de la posguerra mejor valorados, analiza los movimientos artísticos y elabora el informe estadístico sobre las ventas públicas.

El sector del diseño se une a las galerías modernas y contemporáneas del Grand Palais.
El cuestionado lanzamiento de una nueva feria (Les Élysées de l'art), fuertemente impugnada por Reed Expositions France, provocó una breve disputa ante los tribunales. El año 2007 ve el regreso de las galerías americanas del 1 plan como Sean Kelly o Paula Cooper, en un contexto parisino favorable, como demuestra el número de nuevas inauguraciones de galerías (unas diez durante el verano).
Cifras clave : 179 galerías, 23 países representados, 65 000 visiteurs, 106 galerías extranjeras (59 %) y 73 galerías francesas.
- 2008: Cifras clave : 180 galerías, 22 países representados, 72 000 visiteurs, 117 galerías extranjeras (62 %) y 72 galerías francesas[cita requerida]
- 2009: Lanzamiento de dos nuevos proyectos : en el Grand Palais, una presentación conjunta de un conjunto de obras de importancia histórica y calidad museística, por y por iniciativa de un grupo de 10 galerías internacionales ; en la Cour Carrée, la presentación de un nuevo sector subvencionado de 14 galerías seleccionadas por la calidad de su programación prospectiva y en base a un proyecto específico para la FIAC. Este programa proporciona a cada galería un importante apoyo financiero y conducirá a la asignación, la21 octobre21 de octubre , un nuevo premio, el Premio Lafayette. La asistencia ha aumentado un 18% en comparación con 2008, con 80.000 visitantes.[25]

Cifras clave : 203 galerías, 21 países representados, 80 000 visiteurs, 128 galerías extranjeras (63 %) y 75 galerías francesas[cita requerida]

### La década de 2010
- 2010: Jennifer Flay se convierte en directora única de FIAC tras el nombramiento de Martin Bethenod como director gerente de Palazzo Grassi y Pointe de la Douane, propiedades de François Pinault en Venecia.[26]

la 37 edición se celebra del 21 al 24 de octubre de 2010, 24 de octubre de 2010 , en el Grand Palais para artistas consagrados y en la Cour Carrée du Louvre para artistas emergentes. . Reúne a 184 galerías de 24 países. La exposición inaugural da la bienvenida a Cy Twombly que es, según Jennifer Flay, « un signo muy potente del nuevo atractivo de París » 
- 2011: FIAC tiene lugar del 20 al 23 octubre, 23 de octubre en un lugar único: el techo de cristal del Grand Palais.[28] Cuenta con 168 expositores,[29] representando a 21 países distribuidos en la nave y en los nuevos espacios: las galerías superiores - galerías sureste, galería sur y galería suroeste - incluyendo 10 pertenecientes al sector Lafayette.

En cuanto al sector del diseño, la FIAC respalda su apuesta y refuerza la visibilidad de las galerías de mobiliario de arquitecto del XX XX . y diseño contemporáneo. El evento principal de esta colaboración es un "curso de diseño" organizado el jueves 20 octobre20 de octubre con motivo de la noche de las galerías parisinas donde participan cerca de 100 galerías.
Por cuarto año consecutivo, el Louvre y la FIAC presentan el programa de espectáculos Ouvertes/Openings.
FIAC también inaugura en 2011 un nuevo curso Extramuros en un lugar emblemático de París, el Jardin des Plantes, corazón histórico del Museo Nacional de Historia Natural mientras desarrolla por sexto año consecutivo un programa de obras al aire libre en el corazón del Jardin des Tuileries al asociarse con el Louvre.
- 2012 : La 39.ª edición es inaugurada por Aurélie Filippetti, Ministra de Cultura y Comunicación. Se celebra en el Grand Palais del 18 al 21 de octubre y reúne a 182 galerías de arte moderno y contemporáneo de 25 países. Ese año se amplió el programa Hors les Murs.[31] Los estudiantes de la Ecole du Louvre ofrecen un servicio de mediación cultural. El programa de espectáculos Aperturas/Aperturas le permite descubrir las actuaciones de Matt Mullican, Hassan Khan y Grand Magasin.[32]

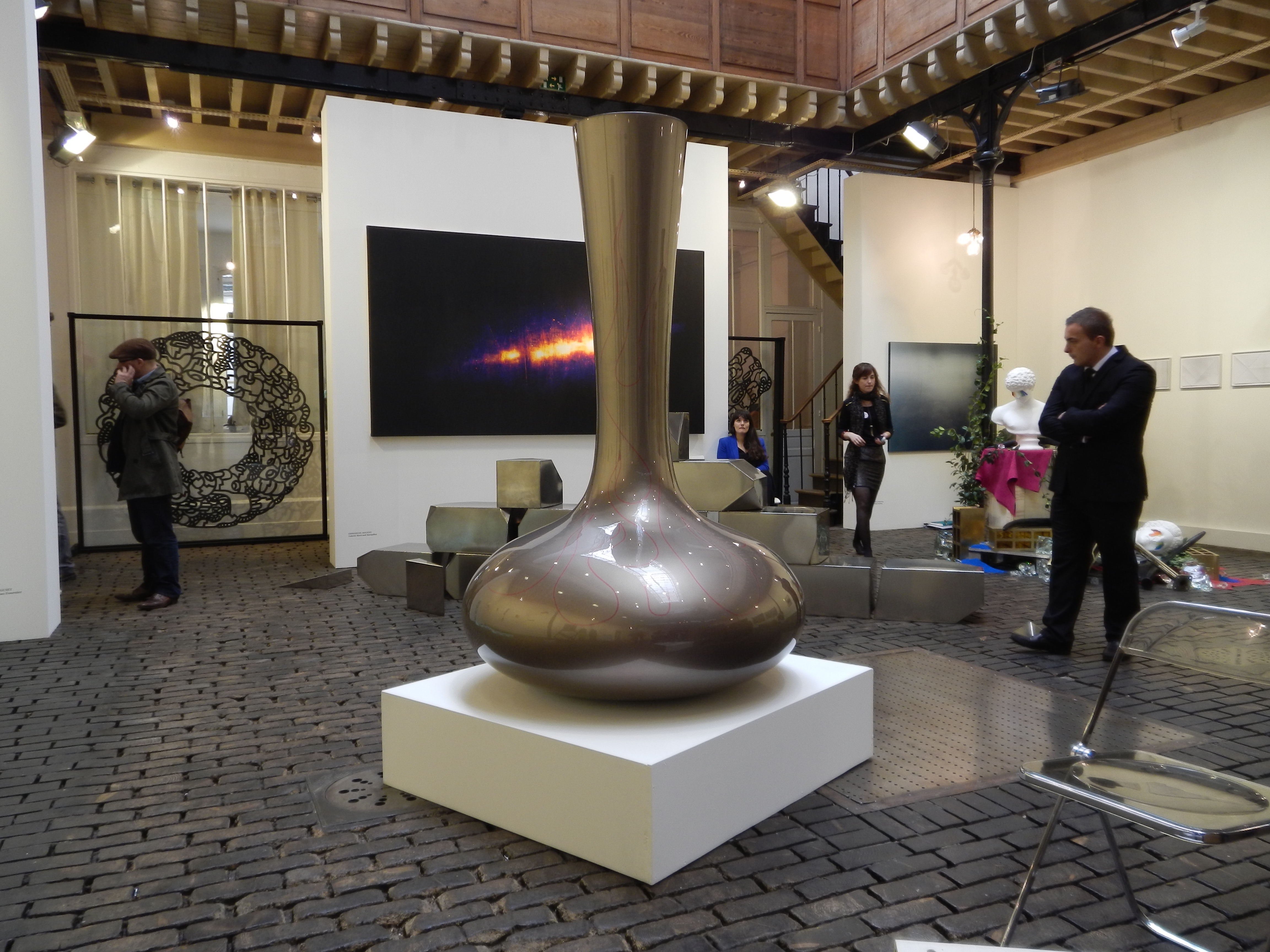
Feria Internacional de Arte Contemporáneo, octubre de 2013, París.

- 2013: Para su 40 edición, la FIAC continúa su desarrollo y confirma su condición de feria internacional de referencia y reúne en el Grand Palais a 184 galerías de 25 países[8].

Francia está representada por 55 galerías, seguida de Estados Unidos con 33 galerías, Alemania con 22 galerías, Italia con 13 galerías, Reino Unido con 12 galerías, Bélgica con 11 galerías, Suiza y Brasil con 5 galerías cada uno. Los nuevos países representados son Canadá, Irlanda y la República Checa. 36 galerías participan por primera vez o regresan a FIAC.
- 2014: Además de su feria en el Grand Palais, una feria : Nace (OFF)ICIELLE[33] en la Cité de la mode et du design .

La 41 edición de la FIAC tuvo lugar del 23 al26 octobre26 de octubre en el Grand Palais y Extramuros. 191 galerías, 26 países representados, 143 galerías extranjeras y 48 galerías francesas. sesenta y cinco % de las galerías son europeas.
La 1.ª edición de (OFF)ICIELLE tuvo lugar del 22 al26 octobre26 de octubre en los Muelles - Ciudad de la moda y el diseño. 68 galerías, 14 países representados, 39 galerías extranjeras y 29 galerías francesas. 85 son europeos.
- 2015: La edición de 2015 tiene lugar del 22 al 25 octubre, 25 de octubre en el Gran Palacio.[34] Ocupó el sexto lugar en la feria mundial en términos de asistencia por Artnews en 2015 con 73.000 visitantes.[35] La segunda edición de OFFICIELLE tiene lugar del 21 al25 octobre 201525 de octubre de 2015 en la Ciudad de la Moda y el Diseño[36].
- 2016 : Durante la e edición, 186 galerías de 27 países están presentes en el Grand Palais del 20 al 23 de octubre.[37] El espacio expositivo se amplía hasta el Petit Palais. Place Vendôme, el artista suizo Ugo Rondinone presenta un conjunto de seis esculturas de gran formato, en aluminio, en referencia a los olivos de la región de Nápoles (Italia).[38] El Museo Delacroix presenta dos obras del artista Stéphane Thidet en el museo y su jardín.
- 2017: La edición tiene lugar del 19 al 22 de octubre en el Grand Palais.[39] Tres de los nombres más importantes del mercado internacional están presentes : Gagosian, David Zwirner y Pace, el cuarto, Hauser & Wirth, aún desconocen el encuentro de París.[40]
- 2018: Esta edición tiene lugar del 18 al 21 de octubre en siete lugares excepcionales del patrimonio parisino: el Grand Palais, el Petit Palais y la avenida Winston-Churchill, la Place de la Concorde, el Jardín de las Tullerías, el Palacio del descubrimiento, la Place Vendôme y el Museo Nacional Eugène-Delacroix en Saint-Germain-des-Prés.[41] Acoge a 193 expositores entre los más potentes y de moda del momento.[42] La FIAC confirma su condición de feria internacional de referencia, posicionándose por delante de la Frieze de Londres o la Swiss Art Basel según Jennifer Flay : « El año pasado, varios expositores de FIAC me dijeron que hicieron sus negocios más importantes en París, no en Londres. » . El arte moderno ocupa un lugar privilegiado, especialmente apreciado por la Galería Gmurzynska, que está volviendo allí.[41]
- 2019 : La FIAC tiene lugar en el Grand Palais del 17 al 20 de octubre. De las 197 galerías de 29 países, 25 son nuevas como: Lévy Gorvy (Londres, Nueva York, Hong Kong, Zúrich), The Box (Los Ángeles), Meyer Kainer (Viena), Barbara Wien (Berlín), Magnin-A (París), Jacky Strenz (Fráncfort).[43] Durante esta e edición, una veintena de obras se exponen al aire libre en los Jardines de las Tullerías, la caprichosa artista Yayoi Kusama expone una instalación monumental en la plaza Vendôme,[44] se presenta una exposición monográfica del artista inglés Glenn Brown en el Museo Nacional Eugène Delacroix y una treintena de esculturas se alzan junto a las siluetas griegas del Petit Palais[43] La importancia de este encuentro para los galeristas presentes requiere una preparación con mucha antelación y perfectamente adaptada al evento.[45]

### Los 2020
- 2020: Debido a la pandemia del Covid-19, la FIAC 2020 y todos sus satélites, que debían celebrarse del 22 al25 octobre25 de octubre , se cancelan.[46]
- 2021: La edición de la FIAC se lleva a cabo del 20 al 24 de octubre de 2021[47] en el efímero Grand Palais, ubicado en el Champ-de-Mars.[48] Más de 160 galerías de arte moderno, contemporáneo o de diseño, de 26 países, exhiben sus obras.[49] La feria acogió a 46.655 visitantes, una asistencia inferior a la de años anteriores debido al menor calibre del efímero Grand Palais respecto al del Grand Palais.[50] Una obra monumental de Alexander Calder, titulada " Flying Dragon”, está instalado en la Place Vendôme.[51][52] La FIAC está asociada a una plataforma de venta online, Artsper[49] Gilles Fuchs deja la presidencia de Adiaf; Claude Bonnin le sucedió.[53][54]
- 2022 : la organización de un nuevo evento en la misma franja horaria está encomendada, por la dirección del RMN-Grand Palais, al grupo suizo MCH, propietario de la feria Art Basel.[55] El nuevo evento se llama Paris +.[56]

## Eventos FIAC desde la década de 2000

### Premio Marcel Duchamp
Creado en 2000 por coleccionistas de la ADIAF, Asociación para la Difusión Internacional del Arte Francés, el Premio Marcel-Duchamp se organiza en colaboración con el Centro Pompidou y la FIAC entre 2005 y 2015. Se otorga todos los años durante la FIAC. El premio en metálico para el ganador es de 35.000 euros. La ADIAF también se compromete a participar en un proyecto por valor de 30.000 euros. [ ref. necesario ] El Premio Marcel-Duchamp tiene como objetivo contribuir a la influencia internacional de la escena francesa al confirmar la notoriedad de un artista residente en Francia, que trabaja en el campo de las artes plásticas y visuales.
Los nominados al premio Marcel-Duchamp expondrán en la FIAC de París expo Porte de Versailles a partir de 2005 y luego en el Grand Palais o en la Cour Carrée du Louvre, hasta 2015. Los ganadores durante este período fueron Claude Closky en 2005, Philippe Mayaux en 2006, Tatiana Trouvou en 2007, Laurent Grasso en 2008, Saâdane Afif en 2009, Cyprien Gaillard en 2010, Mircea Cantor en 2011, Daniel Dewar y Grégory Gicquel en 2012, Latifa Echakhch en 2013, Julien Prévieux en 2014 y Melik Ohanian en 2015.
A partir de 2016, los cuatro nominados se presentan en una exposición dedicada al Museo Nacional de Arte Moderno y una sección de diseño regresa al FIAC en el espacio así liberado.

### Programa Fuera de los Muros
El programa Hors les Murs presenta una selección de esculturas monumentales e instalaciones de obras contemporáneas en lugares emblemáticos de París : en el corazón del Jardin des Tuileries, en colaboración con el Museo del Louvre, en el Jardin des Plantes, en colaboración con el Museo Nacional de Historia Natural, Place Vendôme, en colaboración con el Comité Vendôme y todos sus miembros y en colaboración con la ciudad de París, en Saint-Germain-des-Prés, en colaboración con el Museo Nacional Eugène-Delacroix.
La feria de arte contemporáneo Paris+, que sucede a FIAC en 2022, mantiene un enfoque similar. Para el año 2022, la empresa organizadora lanza una convocatoria específica de proyectos e incluso pide a una historiadora del arte, Annabelle Ténèze, que sea la comisaria de una exposición, llamada Sites, extramuros (París + en 2022 se celebra en el efímero Grand Palais ), y en particular exhibiendo creaciones en el Jardin des Tuileries . También se invita a un artista al Museo Nacional Eugène-Delacroix.

### Actuación
Fiac innova ofreciendo un programa de espectáculos, Ouvertes/Opening, diseñado y organizado en colaboración con el Auditorium du Louvre y el departamento cultural del Jeu de Paume, según explicó el comisario general de Fiac, Martin Béthenod .
- 2009, 2 edición del programa de performance Ouvertes/Opening en colaboración con el auditorio del Louvre, con la participación de Gary Hill, Christian Marclay, Éliane Radigue .
- 2008, 1 edición del programa de espectáculos Openings/Opening con la participación de Scoli Acosta y Zeek Sheck, Jérôme Bel, Tony Conrad, Jeremy Deller con los músicos de la Fairey Band, Aurélien Froment, Rodney Graham y la Rodney Graham Band, Xavier Le Roy, Franz Erhard Gualterio.[75]

### Proyecto moderno
En 2009, por primera vez, se celebró en el Grand Palais una exposición de una veintena de las más bellas obras maestras del arte moderno, bautizada como " Modern Project", por iniciativa de 8 galerías internacionales entre las más prestigiosas del mundo. El marchante de arte parisino Daniel Malingue está detrás de este proyecto. Se presentan obras de Francis Bacon, Max Beckmann, Constantin Brancusi, Alexander Calder, Sam Francis, František Kupka, Henri Laurens, Fernand Léger, Roy Lichtenstein, Brice Marden, Roberto Matta, Piet Mondrian, Pablo Picasso, Mark Rothko, Yves Tanguy, Andy Warhol.

### Sector y precios Lafayette
La FIAC y su socio oficial, el grupo Galeries Lafayette, renuevan cada año con el Sector Lafayette, un programa de apoyo a las galerías emergentes inaugurado en 2009. Este programa reúne a 10 galerías seleccionadas por la calidad de su programación prospectiva ya partir de un proyecto específico para la FIAC en el que participan uno o dos artistas. Este programa brinda a cada galería apoyo económico para su participación en la FIAC y dará como resultado la entrega del Premio Lafayette 2012. El premio consiste en la adquisición de una obra del grupo Galeries Lafayette así como la presentación de una exposición en el Palais de Tokyo, junto con una dotación para una nueva producción.

#### Ganadores
- 2013, Shahryar Nashat, Rodeo Gallery, Estambul[80]
- 2012, Michaela Eichwald, Galería Reena Spaulings, Nueva York[81]
- 2011, Helen Marten, Galería Johann König, Berlín[82]
- 2010, Morag Keil, galería Neue Alte Brücke, Fráncfort[83]
- 2009, Carol Bove, Hotel Gallery, Londres[84]